# Rezza
Rezza ist eine Gemeinde auf der französischen Mittelmeerinsel Korsika. Sie gehört zum Département Corse-du-Sud, zum Arrondissement Ajaccio und zum Kanton Sevi-Sorru-Cinarca. Die Bewohner nennen sich Rezinchi (korsisch) oder Rezzais.

## Geografie
Rezza wird vom Fluss Cruzini, von Pastricciola kommend und nach Azzana fließend, tangiert. Die weiteren Nachbargemeinden sind Guagno und Tavera. Das Siedlungsgebiet liegt auf ungefähr 400 Metern über dem Meeresspiegel.

## Sehenswürdigkeiten
Die Mühle von Rezza gehörte einer Familie Nicoli und wurde 2005/06 restauriert.

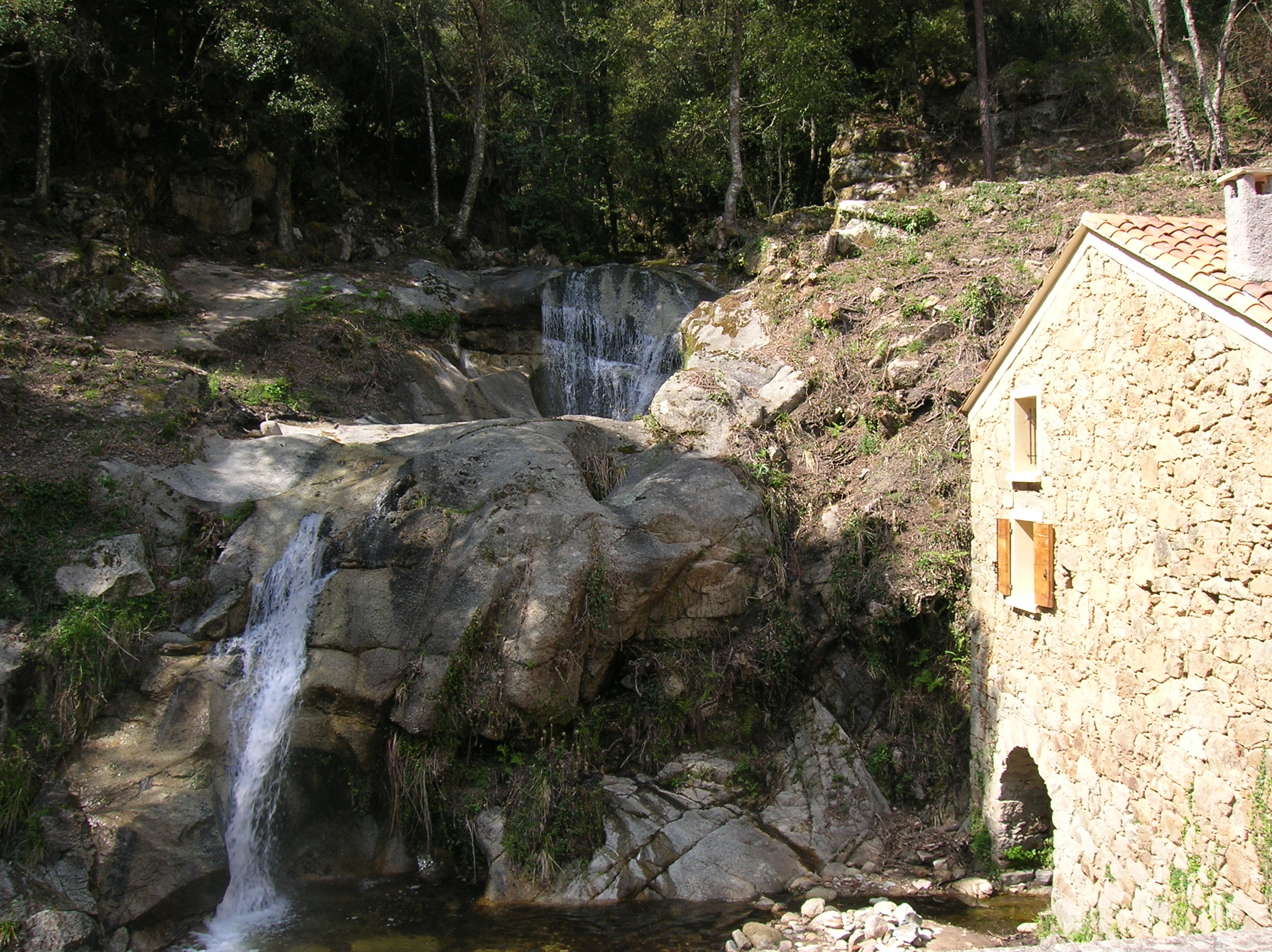
Mühle von Rezza

## Bevölkerungsentwicklung
| Jahr      | 1962 | 1968 | 1975 | 1982 | 1990 | 1999 | 2008 | 2012 |
| --------- | ---- | ---- | ---- | ---- | ---- | ---- | ---- | ---- |
| Einwohner | 88   | 71   | 48   | 47   | 50   | 49   | 71   | 54   |